# Government Digital Service
Pour les articles homonymes, voir GDS.
Le Government Digital Service (ou GDS) est une administration britannique dépendant du Bureau du Cabinet (Cabinet Office) chargée de la transformation numérique du gouvernement britannique. Créé en avril 2011, le GDS met en œuvre la stratégie «Digital by Default». Supervisé par le responsable des dépenses publiques, le GDS est principalement basé dans le Whitechapel Building, à Londres.